# Henri Chammartin
Henri Chammartin (ur. 30 lipca 1918 w Chavannes-sous-Orsonnens w kantonie Fryburg, zm. 30 maja 2011 w Bernie) – szwajcarski jeździec sportowy. Wielokrotny medalista olimpijski.
Największe sukcesy odnosił w dresażu. Brał udział w pięciu igrzyskach (IO 52, IO 56, IO 60, IO 64, IO 68), na czterech zdobywał medale (łącznie pięć). W 1964 został mistrzem olimpijskim w konkursie indywidualnym, po pozostałe medale – dwa srebrne i dwa brązowe – sięgnął w drużynie. Na igrzyskach startował na koniach Woehler, Woermann i Wolfdietrich. W 1963 i 1965 był indywidualnym mistrzem Europy. Międzynarodową karierę sportową zakończył po igrzyskach w Meksyku.